# Abbaye Saint-Martin de Vertou
L'abbaye Saint-Martin est une ancienne abbaye de bénédictins, située à Vertou, en Loire-Atlantique, en France.
Le porche d'entrée, seul vestige subsistant de l'abbaye, est inscrit au titre des monuments historiques en 1971.

## Localisation
L'ancienne abbaye est située au centre même du bourg entre l'église Saint-Martin et l'hôtel de ville. Son porche donne sur la place Saint-Martin entre les deux édifices.

## Historique
Le monastère fut fondé en 576 à l'endroit même où se situait l'ermitage de saint Martin de Vertou. Durant la même période fut édifiée la première église du bourg située à proximité de l'abbaye. L'actuelle église paroissiale est la quatrième construite au même emplacement.

### XIIesiècle
Dans une charte du roi de France Louis le Gros de 1123, le monastère de Vertou est indiqué comme le plus important du diocèse de Nantes, au sud de la Loire, avec un vaste domaine qui s'étend entre la forêt de Touffou appartenant au duc et la châtellenie de Goulaine.

## Terriers, revenus et dépendances
- 1055 : châtellenie du Pallet.
- 1115 : Haimon, abbé de l'abbaye Notre-Dame de la Chaume de Machecoul, est témoin de l'autorisation que le seigneur de Machecoul donne aux moines de Saint-Martin de bâtir au bourg et d'y tenir la foire de Machecoul.

## Liste des abbés et prévôts

### Abbés
- vers 550-601 : saint Martin de Vertou, fondateur.
- 843 :  Raimbold [us]. Il fuit avec ses moines lors des invasions des Normands en direction de l'abbaye Saint-Jouin de Marnes[3]. De cette date à l'an 985 l'abbaye est vide, pillée et incendiée.
- 1055 : Americus, qui obtint de Conan II de Bretagne en 1066 que la châtellenie du Pallet, dont les terres étaient plantées de vignes, payent des dîmes à son couvent comme elles le faisait jadis pour le blé, sous peine de sanctions[4].
- 1070 : Simon, également à la tête de l'abbaye Saint-Jouin de Marnes. En 1075, Guérech II de Cornouaille (vers 1030-1079) évêque de Nantes communique à Simon la liste des paroisses et maisons religieuses de son diocèse, relevant de ses deux monastères, soit une vingtaine d'établissements dont Prigny à Saint-Jouin.
- 1080 : Brice, gouverne comme son prédécesseur les deux abbayes. L'influence de cet abbé fut bénéfique pour la communauté. Il protesta énergiquement auprès de l'évêque de Nantes Benoît de Cornouaille en fonction de 1079 à 1114 contre l'implantation de chanoines réguliers sur la paroisse Saint-Médard de Doulon[5],[Notes 1].
- vers 1100 : Bride, dernier titulaire du titre d'abbé élu.

### Prévôts
- 1105 : Simon II, qualifié d'abbé de Vertou et de Saint-Jouin dans une charte accordée par Benoît de Cornouaille, évêque de Nantes aux religieux de Vertou en 1105[7]
- 1106 : Geoffroi Maillard, prévôt de l'abbaye. Sous son gouvernement furent instituées à Vertou les deux premières foires, l'une à la Saint-Jean-Baptiste et l'autre à la Saint-Mathurin.
- 1132-1138 : Jehan Polliot, reçoit en 1138 une charte de Marcis, seigneur de Goulaine, rédigée avec le consentement de Brice, évêque de Nantes de 1112 à 1140, restituant aux moines toutes les dîmes et oblats des églises de Sainte-Radegonde de Haute-Goulaine et Saint-Eutrope de La Chapelle-Heulin.
- 1150 : Guillaume de la Roche.
- 1180 : Pierre Raynaud.
- 1186 : Reginald Bernard. Il signe le 5 mai 1189 avec le seigneur Guillaume de Goulaine un aveu pour une transaction de terres situées au Mortiers, au profit du prieuré Saint-Pierre qui les conservera jusqu'à la Révolution[8].
- 1209 : Geoffroi Martin,
- 1245 : Nicolas, cette année là cet abbé est en conflit avec Hugues le Roux, seigneur du Pallet qui prétend être exempt du droit de péage dû  aux moines pour l'utilisation de leur chaussée sur le cours de la Sèvre. L'affaire se termina au bout d'un long moment par un compromis.
- 1302 : André.
- 1337 : Jehan Ravard.
- 1369 : Geoffroi d'Espinay, ou d'Espinais.
- 1394 : Pierre Gatet.
- 1429 : Pierre Raccape[9].
- 1463 : Jean Amusset.

### Prévôts commendataires
- 1468 : Alain de Coëtivy, premier prévôt commendataire, il est originaire du pays de Léon, et appartient à une illustre famille, cumulant à plaisir les bénéfices. Il fut envoyé en tant que légat pontifical auprès de Charles VII, roi de France, en 1456. Il était chargé par le pape Pie II de l'engager dans une croisade contre les Turcs[10]. Dans son Histoire de l'Europe, ce pontife le qualifie « d'homme d'un grand génie, d'un esprit assuré et puissant ». Il mourut à Rome dans son palais du Campo de' Fiori le 3 mai 1474 et fut inhumé dans la même ville[10].
- 1474 : Robert Guibé, cardinal, il est nommé prévôt de Vertou par le pape Sixte IV et sa nomination déplut aux moines. Le roi de France Louis XII fit saisir sa prévôté de Vertou après le siège de Mirandole par les armées pontificales en décembre 1510. Il laissa dépérir ses monastères dont ceux de Saint-Gildas de Ruys et de Vertou.
- 1518 : François Hamon, fils de Guillaume Hamon, capitaine et de Guillemette Guibé, sœur du cardinal. Son oncle le prit sous son aile et lui fit faire des études à Rome, et résigna l'évêché de Nantes en sa faveur.
- 1532 : Gabriel de Gramont et Guillaume de Carné.